# Atalanta Bergamasca Calcio 1972-1973
Questa voce raccoglie le informazioni riguardanti l'Atalanta Bergamasca Calcio nelle competizioni ufficiali della stagione 1972-1973.

## Stagione

Il milanista Rivera (a destra) a segno nel pesante rovescio atalantino di San Siro del 15 ottobre 1972 (3-9): l'incontro stabilì il record — ancora imbattuto — del numero di gol in una partita nella storia della Serie A a girone unico, e a posteriori costò agli orobici la retrocessione per la peggior differenza reti.

A Bergamo viene confermato il tecnico Giulio Corsini. Dopo le cessioni estive dei propri giovani più in vista, la squadra nerazzurra si mantiene in zone relativamente tranquille della classifica tanto che, nonostante il roboante 9-3 subìto a San Siro per mano del Milan, si presenta a tre giornate dalla fine con cinque punti di vantaggio (con due punti a vittoria) sulla zona retrocessione. Ma accade l'incredibile: perde due partite incassando sei gol, presentandosi all'ultimo match con due punti di vantaggio sul L.R. Vicenza, suo avversario diretto al Comunale di Bergamo. E perde pure questa partita (0-1), complice una clamorosa autorete del suo difensore Vianello. Pur arrivando a pari punti con Roma, Sampdoria e lo stesso Vicenza, retrocede in Serie B per la peggiore differenza reti, -17 l'Atalanta, -16 il Lanerossi Vicenza, -9 la Sampdoria e -5 la Roma.
In Coppa Italia il cammino dei neroazzurri inseriti nel sesto gruppo eliminatorio, dopo aver vinto il girone superando la Roma grazie alla differenza reti, il Mantova, Como e la Reggina, si interrompe al secondo turno a gironi a causa della doppia sconfitta patita contro il Milan, nonostante la doppia vittoria ottenuta a spese del Cagliari e il pareggio casalingo, unito alla vittoria esterna contro il Napoli.

## Organigramma societario
Area direttiva
- Presidente: Achille Bortolotti
- Vice presidente: Miro Radici
- Amministr. delegato: Sergio Nessi
- Segretario: Giacomo Randazzo

Area tecnica
- Allenatore: Giulio Corsini
- Vice allenatore: Angelo Piccioli

Area sanitaria
- Medico sociale: Gian Carlo Gipponi
- Massaggiatore: Renzo Cividini

## Rosa

Il giovane libero Gaetano Scirea, promosso in prima squadra dal vivaio atalantino, affrontò la sua prima stagione da professionista.

| N. |                   | Ruolo | Calciatore       |
| -- | ----------------- | ----- | ---------------- |
|    | Italia (bandiera) | P     | Marcello Grassi  |
|    | Italia (bandiera) | P     | Pietro Pianta    |
|    | Italia (bandiera) | P     | Luciano Bodini   |
|    | Italia (bandiera) | D     | Vittorio Belotti |
|    | Italia (bandiera) | D     | Bruno Divina     |
|    | Italia (bandiera) | D     | Marzio Lugnan    |
|    | Italia (bandiera) | D     | Antonio Maggioni |
|    | Italia (bandiera) | D     | Antonio Percassi |
|    | Italia (bandiera) | D     | Giancarlo Savoia |
|    | Italia (bandiera) | D     | Gaetano Scirea   |
|    | Italia (bandiera) | D     | Giacomo Vianello |
|    | Italia (bandiera) | C     | Ottavio Bianchi  |

| N. |                   | Ruolo | Calciatore           |
| -- | ----------------- | ----- | -------------------- |
|    | Italia (bandiera) | C     | Alberto Carelli      |
|    | Italia (bandiera) | C     | Giuseppe Picella     |
|    | Italia (bandiera) | C     | Giovanni Sacco       |
|    | Italia (bandiera) | C     | Raffaello Vernacchia |
|    | Italia (bandiera) | A     | Gian Piero Ghio      |
|    | Italia (bandiera) | A     | Elio Gustinetti      |
|    | Italia (bandiera) | A     | Giuliano Musiello    |
|    | Italia (bandiera) | A     | Paolo Nuti           |
|    | Italia (bandiera) | A     | Sergio Pellizzaro    |
|    | Italia (bandiera) | A     | Giovanni Pirola      |
|    | Italia (bandiera) | A     | Alberto Reif         |

## Risultati

### Serie A

#### Girone di andata
| Cagliari 24 settembre 1972 1ª giornata | Cagliari       | 0 – 0 | Atalanta | Stadio Sant'Elia\| Arbitro: \| Trono (Torino) \| |
| Arbitro:                               | Trono (Torino) |       |          |                                                  |

| Bergamo 1º ottobre 1972 2ª giornata | Atalanta            | 0 – 0 | Napoli | Stadio Comunale\| Arbitro: \| Francescon (Padova) \| |
| Arbitro:                            | Francescon (Padova) |       |        |                                                      |

| Arbitro: | Giunti (Arezzo) |

|                                                                             |           |                                 |
| Prati 16’, 55’, 90’ Bigon 30’, 64’ Rivera 35’, 52’ Benetti 40’ Chiarugi 50’ | Marcatori | 33’ Divina 54’ Ghio 88’ Carelli |

| Arbitro: | Calì (Roma) |

|  |           |             |
|  | Marcatori | 24’ Busatta |

| Genova 5 novembre 1972 5ª giornata | Sampdoria         | 0 – 0 | Atalanta | Stadio Luigi Ferraris\| Arbitro: \| Micelotti (Parma) \| |
| Arbitro:                           | Micelotti (Parma) |       |          |                                                          |

| Arbitro: | Lattanzi (Roma) |

|              |           |  |
| Musiello 86’ | Marcatori |  |

| Arbitro: | Trono (Torino) |

|             |           |  |
| Savoldi 53’ | Marcatori |  |

| Arbitro: | Angonese (Mestre) |

|                |           |                  |
| Vernacchia 77’ | Marcatori | 85’ Garlaschelli |

| Bergamo 3 dicembre 1972 9ª giornata | Atalanta         | 0 – 0 | Inter | Stadio Comunale\| Arbitro: \| Gonella (Torino) \| |
| Arbitro:                            | Gonella (Torino) |       |       |                                                   |

| Arbitro: | Ciacci (Firenze) |

|                               |           |  |
| Cappellini 14’ Pellegrini 24’ | Marcatori |  |

| Terni 17 dicembre 1972 11ª giornata | Ternana         | 0 – 0 | Atalanta | Stadio Libero Liberati\| Arbitro: \| Menegali (Roma) \| |
| Arbitro:                            | Menegali (Roma) |       |          |                                                         |

| Arbitro: | Serafino (Roma) |

|           |           |  |
| Sacco 85’ | Marcatori |  |

| Torino 30 dicembre 1972 13ª giornata | Juventus    | 0 – 0 | Atalanta | Stadio Olimpico\| Arbitro: \| Calì (Roma) \| |
| Arbitro:                             | Calì (Roma) |       |          |                                              |

| Arbitro: | Branzoni (Pavia) |

|              |           |                    |
| Vianello 90’ | Marcatori | 71’ (rig.) Clerici |

| Arbitro: | Menegali (Roma) |

|            |           |                |
| Vitali 78’ | Marcatori | 77’ Pellizzaro |

#### Girone di ritorno
| Bergamo 28 gennaio 1973 16ª giornata | Atalanta           | 0 – 0 | Cagliari | Stadio Comunale\| Arbitro: \| Reggiani (Bologna) \| |
| Arbitro:                             | Reggiani (Bologna) |       |          |                                                     |

| Arbitro: | Angonese (Mestre) |

|            |           |  |
| Damiani 4’ | Marcatori |  |

| Arbitro: | Barbaresco (Cormons) |

|                       |           |              |
| Pellizzaro 43’ (rig.) | Marcatori | 35’ Chiarugi |

| Arbitro: | Monti (Ancona) |

|            |           |              |
| Zigoni 38’ | Marcatori | 25’ Musiello |

| Arbitro: | Lattanzi (Roma) |

|  |           |                       |
|  | Marcatori | 24’ Salvi 69’ Petrini |

| Arbitro: | Trinchieri (Reggio Emilia) |

|                         |           |            |
| Pulici 37’ Rampanti 41’ | Marcatori | 9’ Carelli |

| Arbitro: | Gialluisi (Barletta) |

|               |           |  |
| Pellizzaro 8’ | Marcatori |  |

| Arbitro: | Francescon (Padova) |

|                           |           |             |
| La Rosa 9’ Re Cecconi 66’ | Marcatori | 36’ Carelli |

| Milano 8 aprile 1973 24ª giornata | Inter                         | 0 – 0 | Atalanta | Stadio San Siro\| Arbitro: \| Mascali (Desenzano del Garda) \| |
| Arbitro:                          | Mascali (Desenzano del Garda) |       |          |                                                                |

| Arbitro: | Panzino (Catanzaro) |

|             |           |  |
| Bianchi 14’ | Marcatori |  |

| Bergamo 22 aprile 1973 26ª giornata | Atalanta           | 0 – 0 | Ternana | Stadio Comunale\| Arbitro: \| Reggiani (Bologna) \| |
| Arbitro:                            | Reggiani (Bologna) |       |         |                                                     |

| Arbitro: | Trono (Torino) |

|             |           |                            |
| Arcoleo 35’ | Marcatori | 44’ Carelli 75’ Pellizzaro |

| Arbitro: | Francescon (Padova) |

|  |           |                           |
|  | Marcatori | 43’ Capello 54’ Marchetti |

| Arbitro: | Lo Bello (Siracusa) |

|                                                     |           |  |
| Merlo 27’ Roggi 30’ Desolati 48’ Clerici 74’ (rig.) | Marcatori |  |

| Arbitro: | Gonella (Torino) |

|  |           |                     |
|  | Marcatori | 56’ (aut.) Vianello |

### Coppa Italia

#### Girone 6
| Roma 27 agosto 1972 1ª giornata | Roma                        | 0 – 0 | Atalanta | Stadio Olimpico\| Arbitro: \| Moretto (San Donà di Piave) \| |
| Arbitro:                        | Moretto (San Donà di Piave) |       |          |                                                              |

| Arbitro: | Branzoni (Pavia) |

|          |           |  |
| Ghio 26’ | Marcatori |  |

| 3 settembre 1972 3ª giornata |  | – Riposo |  |  |

| Arbitro: | Porcelli (Lodi) |

|  |           |                |
|  | Marcatori | 51’ Pellizzaro |

| Arbitro: | Trinchieri (Reggio Emilia) |

|                                                             |           |  |
| Ghio 55’, 86’ Divina 65’ Pellizzaro 67’ Martella 73’ (aut.) | Marcatori |  |

#### Girone finale B
| Arbitro: | Panzino (Catanzaro) |

|  |           |                       |
|  | Marcatori | 1’ Chiarugi 15’ Bigon |

| Arbitro: | Agnolin (Bassano del Grappa) |

|  |           |                             |
|  | Marcatori | 35’ Pellizzaro 74’ Musiello |

| Arbitro: | Serafino (Roma) |

|          |           |                             |
| Gori 72’ | Marcatori | 43’ Maggioni 44’ Pellizzaro |

| Arbitro: | Mascali (Desenzano del Garda) |

|                   |           |  |
| Pirola 34’ (aut.) | Marcatori |  |

| Arbitro: | Reggiani (Bologna) |

|                    |           |             |
| Zurlini 23’ (aut.) | Marcatori | 16’ Mariani |

| Arbitro: | Lenardon (Siena) |

|                        |           |                     |
| Carelli 40’ Pirola 79’ | Marcatori | 56’ (rig.) Niccolai |

## Statistiche

### Statistiche di squadra
| Competizione | Punti | In casa | In casa | In casa | In casa | In casa | In casa | In trasferta | In trasferta | In trasferta | In trasferta | In trasferta | In trasferta | Totale | Totale | Totale | Totale | Totale | Totale | DR  |
| Competizione | Punti | G       | V       | N       | P       | Gf      | Gs      | G            | V            | N            | P            | Gf           | Gs           | G      | V      | N      | P      | Gf     | Gs     | DR  |
| ------------ | ----- | ------- | ------- | ------- | ------- | ------- | ------- | ------------ | ------------ | ------------ | ------------ | ------------ | ------------ | ------ | ------ | ------ | ------ | ------ | ------ | --- |
| Serie A      | 24    | 15      | 4       | 7       | 4       | 7       | 9       | 15           | 1            | 7            | 7            | 9            | 24           | 30     | 5      | 14     | 11     | 16     | 33     | -17 |
| Coppa Italia |       | 5       | 3       | 1       | 1       | 9       | 4       | 5            | 3            | 1            | 1            | 5            | 2            | 10     | 6      | 2      | 2      | 14     | 6      | +8  |
| Totali       |       | 20      | 7       | 8       | 5       | 16      | 13      | 20           | 4            | 8            | 8            | 14           | 26           | 40     | 11     | 16     | 13     | 30     | 39     | -9  |

### Statistiche dei giocatori
| Giocatore     | Serie A  | Serie A | Coppa Italia | Coppa Italia | Totale   | Totale |
| Giocatore     | Presenze | Reti    | Presenze     | Reti         | Presenze | Reti   |
| ------------- | -------- | ------- | ------------ | ------------ | -------- | ------ |
| V. Belotti    | 0        | 0       | 4            | 0            | 4        | 0      |
| O. Bianchi    | 25       | 1       | 3            | 0            | 28       | 1      |
| A. Carelli    | 23       | 4       | 6            | 1            | 29       | 5      |
| B. Divina     | 30       | 1       | 9            | 1            | 39       | 2      |
| P. Ghio       | 9        | 1       | 10           | 3            | 19       | 4      |
| M. Grassi     | 14       | 0       | 6            | 0            | 20       | 0      |
| E. Gustinetti | 0        | 0       | 2            | 0            | 2        | 0      |
| M. Lugnan     | 0        | 0       | 4            | 0            | 4        | 0      |
| A. Maggioni   | 29       | 0       | 9            | 1            | 38       | 1      |
| Marchei       | 0        | 0       | 1            | 0            | 1        | 0      |
| G. Musiello   | 25       | 2       | 4            | 1            | 29       | 3      |
| P. Nuti       | 3        | 0       | 4            | 0            | 7        | 0      |
| S. Pellizzaro | 26       | 4       | 9            | 4            | 35       | 8      |
| A. Percassi   | 6        | 0       | 3            | 0            | 9        | 0      |
| P. Pianta     | 18       | 0       | 5            | 0            | 23       | 0      |
| G. Picella    | 9        | 0       | 5            | 0            | 14       | 0      |
| G. Pirola     | 27       | 0       | 10           | 1            | 37       | 1      |
| A. Reif       | 0        | 0       | 1            | 0            | 1        | 0      |
| G. Sacco      | 9        | 1       | 6            | 0            | 15       | 1      |
| G. Savoia     | 22       | 0       | 4            | 0            | 26       | 0      |
| G. Scirea     | 20       | 0       | 2            | 0            | 22       | 0      |
| R. Vernacchia | 27       | 1       | 4            | 0            | 31       | 1      |
| G. Vianello   | 26       | 1       | 10           | 0            | 36       | 1      |